# BMW
BMW (zkratka pro  Bayerische Motoren Werke AG) je německý výrobce automobilů, motocyklů a pohonných jednotek. Hlavní sídlo společnosti je v Mnichově. BMW je mateřskou společností firem Mini a Rolls-Royce a v nedávné minulosti i bývalé skupiny Rover. V roce 2005 zaměstnával koncern přes 105 000 lidí. Modro-bílý vzor znaku firmy je v barvách bavorské vlajky.

## Historie

### Počátky
V roce 1916 se spojily německé firmy Rapp Motorenwerke a Gustav Otto Flugzeugwerke do společnosti Bayerische Flugzeugwerke. O rok později se přejmenovala na Bayerische Motoren Werke (Bavorské Motorové Závody) – BMW. Zpočátku se pouze specializovala na výrobu leteckých motorů. S jedním navíc získala světový rekord, poté co Franz Diemer dosáhl s letadlem poháněným překomprimovaným motorem BMW IV rekordní výšky 9 759 metrů v roce 1919.
Po první světové válce nesmělo Německo vyrábět letadla ani letecké motory. BMW začala vyrábět motory, které dodávala neleteckým výrobcům; mj. dvouválcový vzduchem chlazený boxer značce Victoria. V roce 1922 zkonstruovala první motocykl BMW R32 s motorem dodávaným dříve Victorii. Byl ale umístěn napříč rámu a zadní kolo poháněl zakrytý kardanový hřídel značně snižující potřebnou údržbu. Řešení se pro BMW stalo symbolické a v dalších generacích je stále používá. V roce 1922 byla otevřena továrna v Mnichově, na místě kde automobilka sídlí dodnes.
Vzmáhající se firma vstoupila do automobilového průmyslu na podzim 1928 převzetím automobilky Dixi v Eisenachu, která už téměř pouze montovala jediný model na základě licence na anglický lidový malý vůz Austin Seven. Až v roce 1931 se začal vyrábět automobil vlastní konstrukce – Dixi 3/15. Vůz byl velice úspěšný a prodalo se ho kolem 16 000 kusů. Původní model měl motor objemu 750 cm³ a výkonu 11 kW (14 k). Pozdější verze z roku 1932 nazývaná 3/20 PS byla větší, měla vyšší výkon a modernější konstrukci.

### Předválečné modely
Začátkem třicátých let již měly všechny modely charakteristickou masku chladiče. Nejdůležitějším modelem 30. let je 303 z roku 1933 s 1,2litrovým šestiválcem. Vůz nabízel skvělé jízdní vlastnosti a navíc se dodávaly různé karoserie. Dále následovaly modely 309, 315 a 319. Tato stále malá vozidla se zasloužila o zvětšení produkce a tím zvyšování zisku automobilky. Asi nejznámějším předválečným vozem značky je model 328. Lehký elegantní roadster se vyráběl od roku 1936 do roku 1940. Byl poháněn šestiválcem se třemi karburátory Solex (1 971 cm³) a výkonem 57 kW (77 k). Vůz dosahoval maximální rychlosti 150 km/h a stal se tak nejrychlejším sériově vyráběným vozem své doby. Typ 328 byl na svou dobu velmi moderní. Zmizely stupačky a přední světlomety byly zapuštěny do karoserie, což bylo u předválečných vozů naprosto výjimečné. Stal se velice oblíbeným hlavně ve Velké Británii, kde se stal zakladatelem tradice anglických roadsterů. Byla vyvinuta i závodní verze, která dosahovala nevídaných
úspěchů. Mezi největší úspěchy patřilo vítězství v závodě Mille Miglia a 24hodinovém závodě v Le Mans.
Pro tento závod byla zkonstruována speciální verze kupé od italské návrhářské firmy Carrozzeria Touring. Posledními předválečnými modely byly 321 a 335.

### Poválečné modely

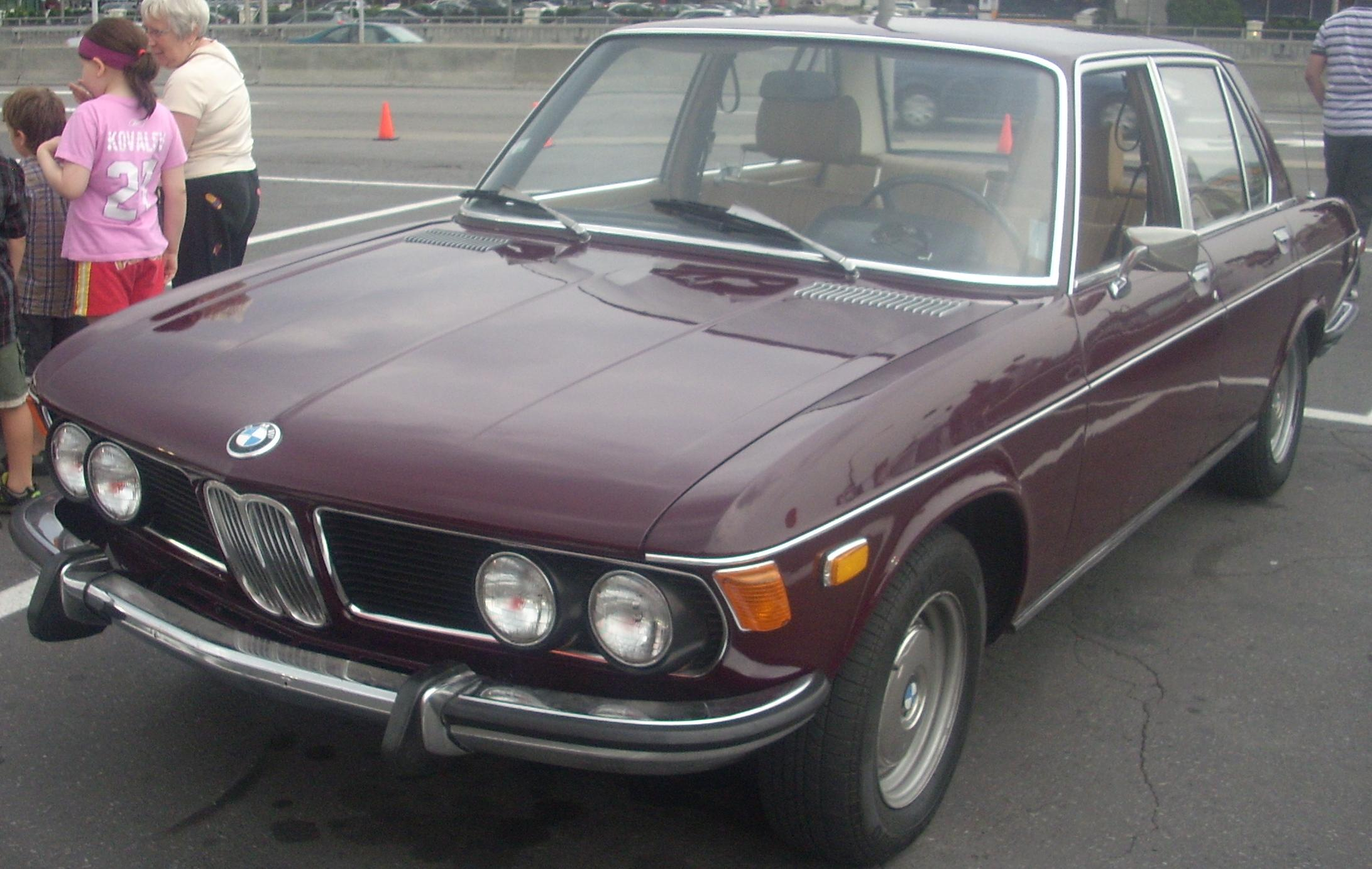
BMW E3

Okupovaná továrna v Eisenachu pokračovala v rozděleném Německu po druhé světové válce ve výrobě předválečných modelů se značkou BMW, kterou po sporech změnila na EMW (Eisenacher Motorenwerk). Bombardováním téměř zničené závody v Mnichově dosud vyráběly motocykly a letecké motory. V roce 1952 spustily výrobu automobilů.

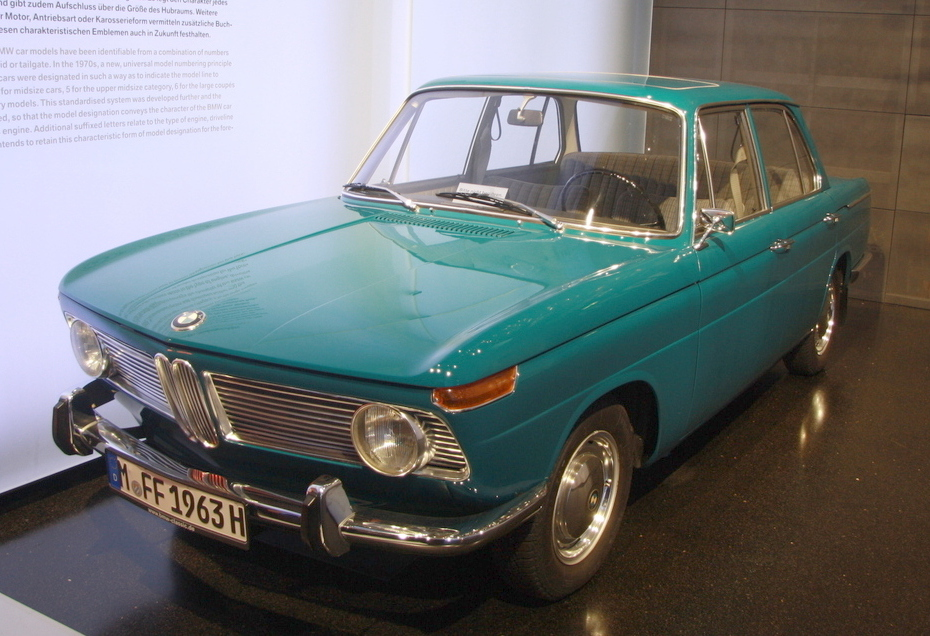
BMW 1500

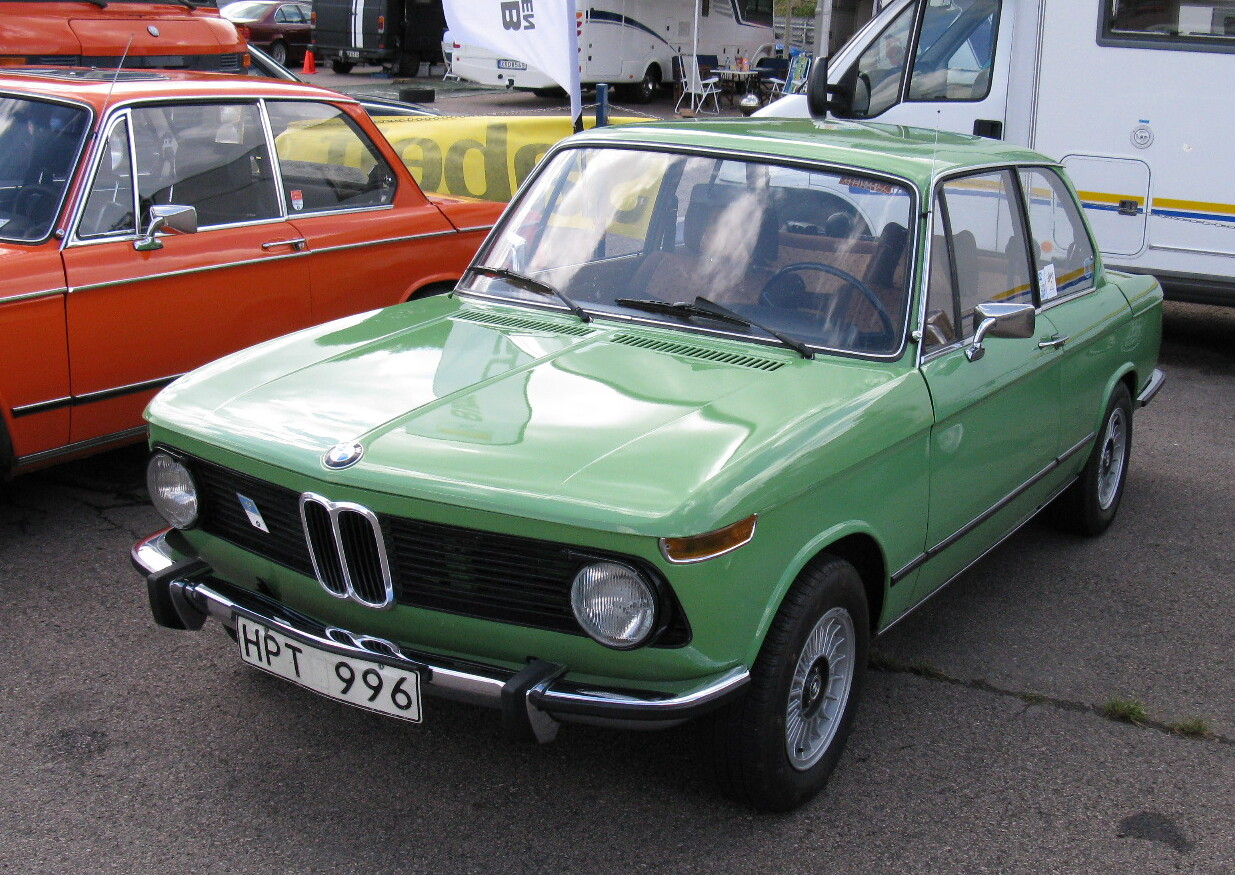
BMW 1602

Prvním vyráběným modelem byl velký sedan 501 s výrazně zlepšenou poháněcí soustavou předválečných BMW. Karosářsky moderní čtyřdveřový vůz s 2litrovým šestiválcem podpořil obnovu značky a opětovné zařazení mezi výrobce vyšších tříd. Těžký a drahý typ však nemohl konkurovat hlavnímu soupeři Mercedes-Benz 220 (řada W187) a vyrobilo se jej nesrovnatelně méně. Luxusní BMW 502 s 2,6litrovým V8 přidané roku 1954 už bylo dostatečně výkonné, ale na poválečné období velmi drahé. Jeho motor poháněl další luxusní BMW padesátých let, bezpochyby nejhezčí z nich bylo kupé 507, které ovšem neslavily očekávaný úspěch. V poválečné Evropě o ně nebyl zájem.

#### Minivozy
Prodělávající společnost zachránila v době propadu motocyklového trhu licenční výroba italských minivozů Isetta. Zdokonalené BMW 250 Isetta[ve zdroji nenalezeno] vydávané za „Motocoupé“ – napůl motocykl a kupé, s vlastním přepracovaným nuceně vzduchem chlazeným motocyklovým 8,8 kW (12 k) jednoválcem R25 se od dubna 1955 stalo velmi oblíbené. BMW je dokázala vyrábět v mnohem větším množství než malí výrobci; ač mnoho nevydělávaly, byly ziskové. Stály 2580 DM, základní Volkswagen Brouk s předlouhým dodáním 3790 DM. V únoru 1956 je doplnilo 9,5 kW (13 k) BMW 300 Isetta. V říjnu 1956 následovala verze „Export“ s posuvnými okny po stranách a nepanoramatickým zadním sklem. S plátěným skládacím zakrytím místo panoramatického skla je doplnilo provedení Cabriolet.

#### Malé vozy
Dalším modelem umožňujícím značce přežít se od prosince 1957 stal malý čtyřmístný BMW 600 vycházející z Isetty.[ve zdroji nenalezeno] Měl ale delší zcela nový podvozkový rám,[ve zdroji nenalezeno] poslední samostatný u BMW. S normálním rozchodem zadních kol a bez úzkého dvoukolí nelapal výmoly. Na pravém boku přibyly zadní boční dveře k sedačce ve druhé řadě. Za ní byl nad převodovkou zavazadlový prostor a ne mělký tác nad motorem[ujasnit] vyžadující na větší zavazadla nosič za kabinou nebo přívěsný vozík. Řadicí páka i ruční brzda se z levé strany pod oknem přesunuly na podlahu. Za zadní nápravou s vlečenými rameny, která  podstatně zvýšila bezpečnost jízdy silnějšího typu a u víceválcových řad –⁠⁠⁠⁠⁠⁠ upravenou používalo BMW až do 90. let, se stala nepříjemnou pro hlavního soupeře Mercedes-Benz, byl přepracovaný nuceně vzduchem chlazený 14 kW (19,5 k) motocyklový dvouválcový boxer R67.[ve zdroji nenalezeno]
Prodloužením ale vůz ztratil možnost snadnějšího parkování při stání čelem k chodníku se vstupem přímo na něj.[ve zdroji nenalezeno] Podobně špatně se z něj ovšem vystupovalo.[ve zdroji nenalezeno] Byl příliš velký na minivůz a nezvykle divný na přijatelné malé auto; lidově se mu říkalo „velká Isetta“. Za 3890 DM byl příliš drahý. Hans Glas už vyráběl 2+2 místný minivůz Goggomobil připomínající zmenšené moderní vozy se základní cenou 2950 DM a přibývající ojeté VW Brouk byly cenově dostupné. Nesplnil prodejní očekávání, dovolil však následný vývoj.[zdroj?]
22 kW (30 k) BMW 700 ze srpna 1959 se zvětšeným motorem a stejnou koncepcí pohonu za 4760 DM stál ještě víc. Měl však karoserii vzhledu moderního vozu, a jako první BMW samonosnou.[ve zdroji nenalezeno] Úspěšně závodil a ještě lépe se prodával, zvláště ve Spojených státech. Jak dvoudveřový tudor, tak kupé nebo kabriolet.[ujasnit] Překonal krizi a zavedl úspěšnou tradici sportovně komfortních BMW s bočními okny zakončenými tzv. Hofmeisterovou křivkou.

#### Návrat výnosnějších tříd
V roce 1962 se začal vyrábět sedan vyšší střední třídy BMW 1500 s motorem vpředu a pohonem zadních kol, který šel dobře na odbyt a předznamenal další vývoj značky. Rozšířená nosná základna C-sloupku z jednodílné ocelové konstrukce učinila Hofmeisterovu křivku mnohem zřetelnější. Se stoupající prosperitou ukončilo BMW roku 1965 výrobu modelů 700, jejichž nabídku mezitím doplnil i delší 700 Luxus (600 skončily už v roce 1959, Isetty roku 1962). Od roku 1966 BMW postupně obohatilo nabídku modely střední třídy 1600, 1800 a 2000 klasické koncepce. Užší a kratší dvoudveřová provedení dostala označení s dvojkou na konci, tedy 1502, 1602, 1802 a 2002. V roce 1967 koupilo BMW společnost Hans Glas z Dingolfingu a postavilo zde svou druhou továrnu na automobily.
Čtyři roky po ukončení výroby modelů 501/502 přibyla v roce 1968 luxusní třída interně označená BMW E3. S pružnými šestiválcovými motory mířila na Mercedes-Benz. Shodou okolností ve stejné době jako Audi 100.
V 70. letech čekal společnost rozmach, když otevřela továrnu v Landshutu. V roce 1972 představila první sériově vyráběný vůz s turbo motorem – BMW 2002 Turbo, který se ale kvůli ropné krizi (měl spotřebu 22 l/100 km) málo prodával.

### Nové značení modelů
V roce 1973 BMW oslavilo 50. výročí výroby motocyklů, po tuto dobu bylo vyrobeno 500 000 kusů. V tomtéž roce se začala vyrábět první generace řady 5, která nahradila modely 1500 až 2000 a zavedla nové trojčíselné označení určující modelovou řadu a poskytující informace o motoru. V roce 1976 se představila „trojková“ řada nahrazující modely typu 1502 až 2002 a čtyřmístná cestovním kupé vyšší střední třídy řady 6. V roce 1977 se začaly vyrábět luxusní sedany řady 7 nahrazující třídu E3 a zahájila se výroba motocyklů v Berlíně.
Zpřísňující se emisní limity vedly BMW k výrobě motocyklů s vodou chlazenými ležatými řadovými 4 válcovými a 3 válcovými motory K100 a K75 s kardanovými hřídely, které mířily proti rostoucí japonské konkurenci s 4 válcovými motory.
V osmdesátých letech se představila nová generace „trojkové“ řady (1982), s nejlepším modelem označeným M3. Od roku 1981 se prodává řada 5 se vznětovým motorem (2,4 l) jako tehdejší nejrychlejší diesel. Její třetí generace se začíná prodávat od roku 1988. Druhou generaci BMW 7 E32 z roku 1986 pohání vedle šestiválcových motorů jednotka V12 v modelu 750iL jako první německý poválečný dvanáctiválec.
V září 1989 se představila náhrada řady 6, luxusní spíše 2+2místné kupé BMW 850i s motorem V12 namířené do zcela jiného tržního segmentu, proti luxusnímu kupé Mercedes-Benz 500 SEC. V srpnu 1990 irácká armáda Saddáma Husajna napadla Kuvajt a globální ekonomika se ocitla v recesi. O vůz určený pro severoamerický trh byl malý zájem a od léta 1993 jej doplnil levnější 840Ci s V8, stále ale o zhruba 25% těžší než řada 6. Osmiválcová jednotka začala pohánět i řadu 7.
Jako první evropská automobilka BMW vznesla požadavek na používání bezolovnatého benzínu, a tak představila jedny z prvních evropských vozů s katalyzátory. V roce 1994 koupilo BMW společnost Rover Group, kam spadaly vozy Rover, MG (tyto dvě jsou již zaniklé) a Land Rover. O rok později začala firma dodávat své motory BMW Rolls-Royce pro letadlo McDonnell Douglas.
Součástí koncernu BMW jsou i dceřiné společnosti jako BMW Technik GmbH, která se zabývá vývojem nových automobilů a celkovým výzkumem celé automobilové dopravy. Další z nich je BMW M GmbH, která se zabývá výrobou sportovních a závodních vozů a okruhových speciálů.

## Galerie

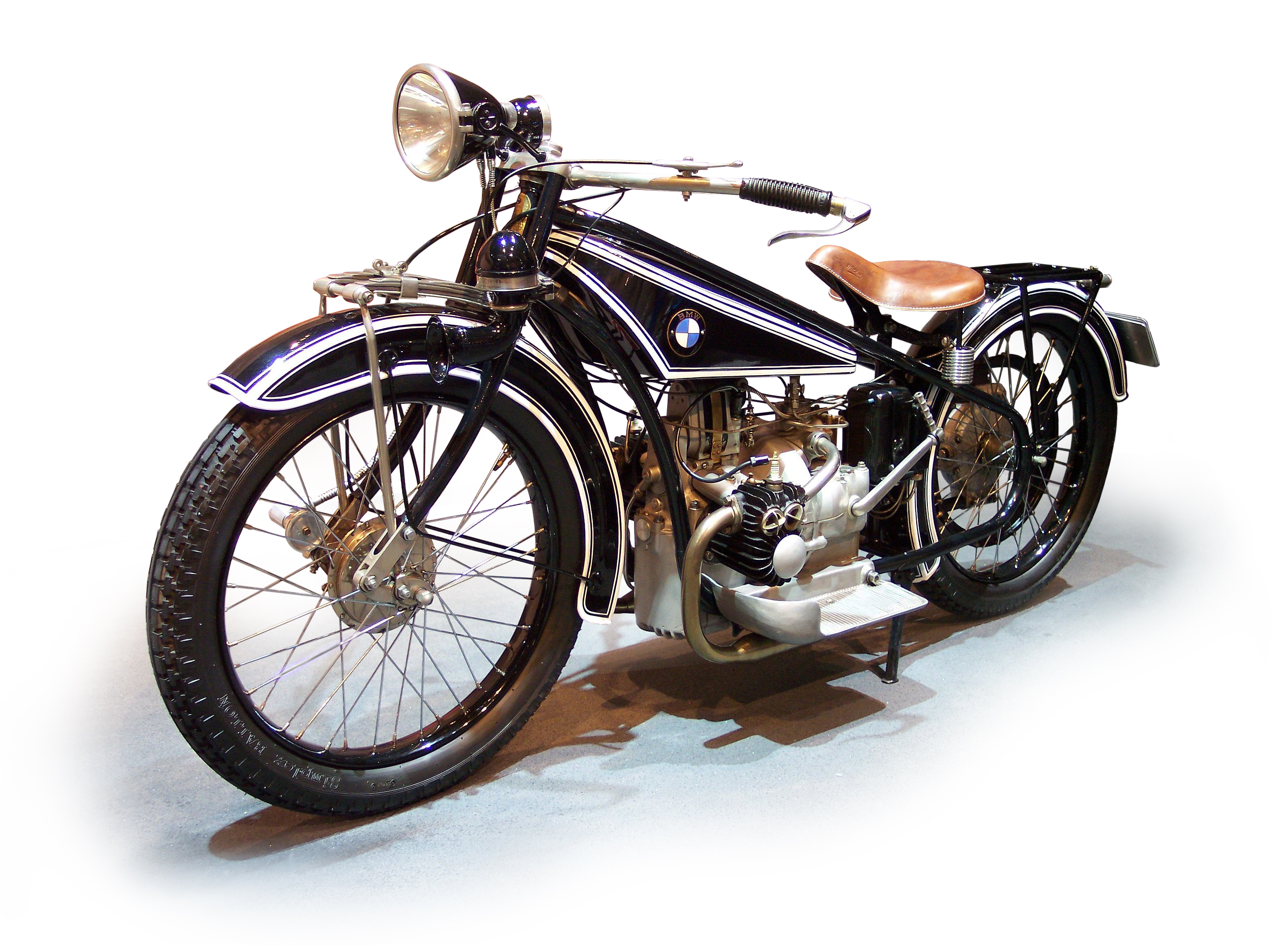
BMW R32 1923
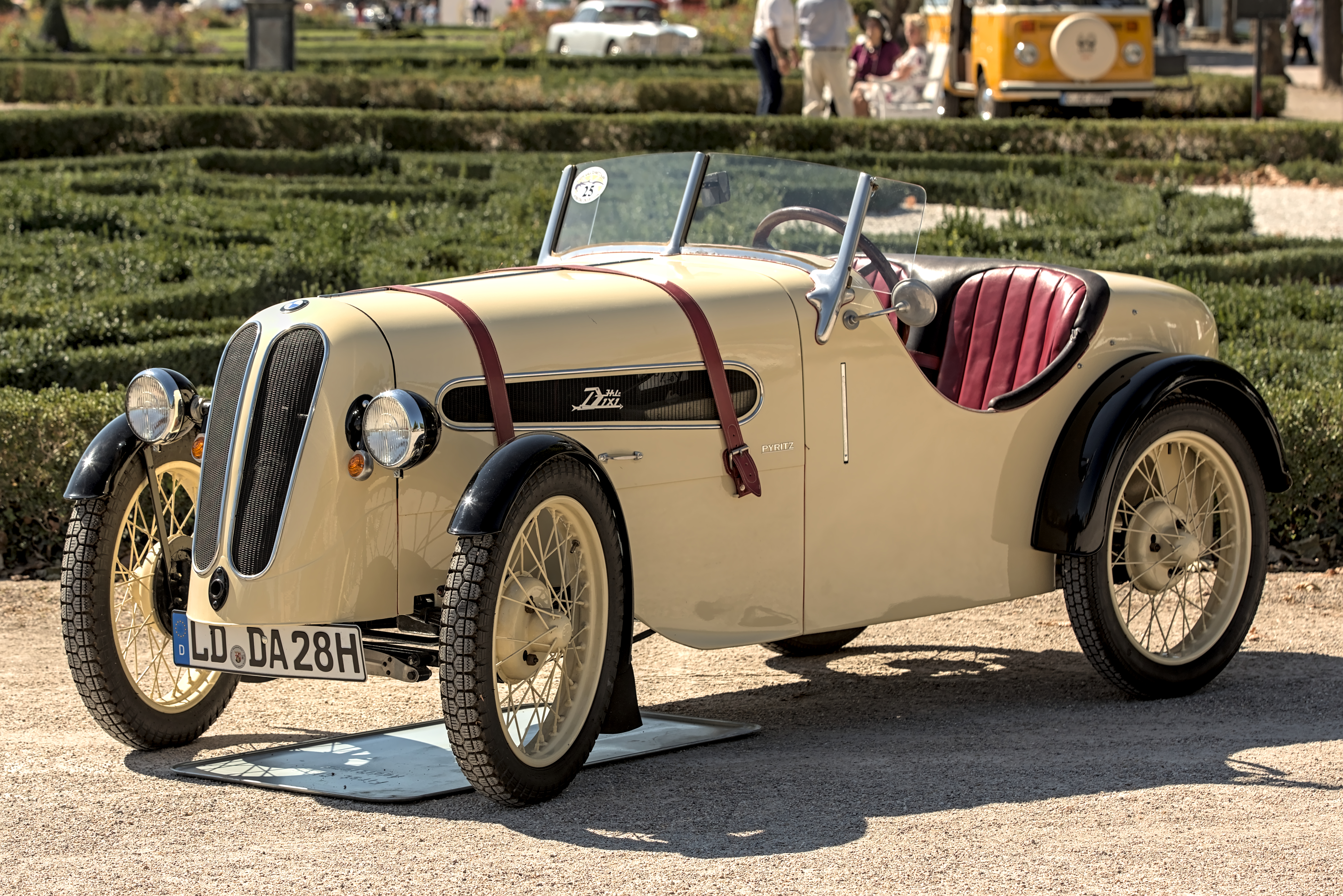
BMW Dixi 1928
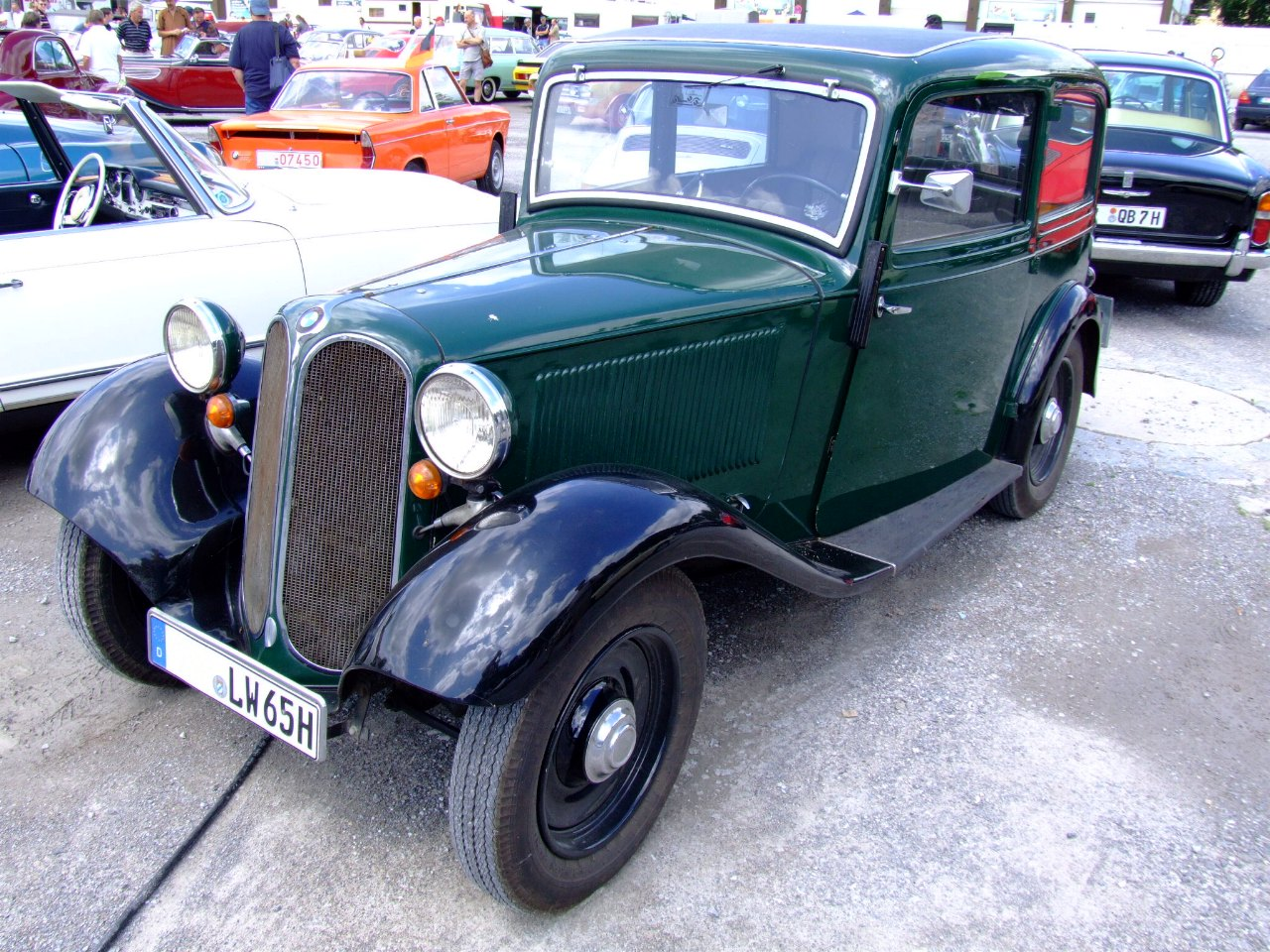
BMW 303 1933
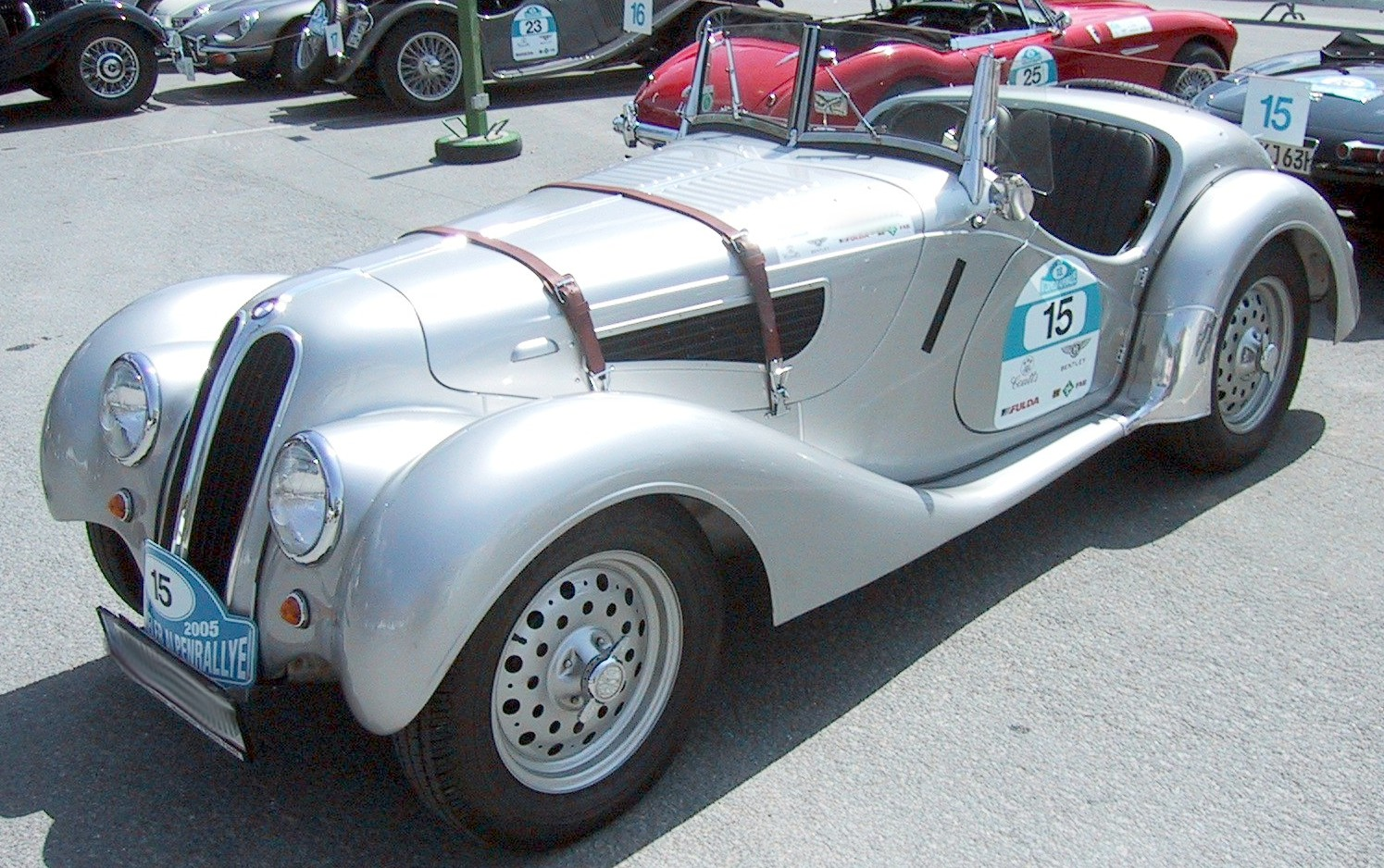
BMW 328 Roadster 1938
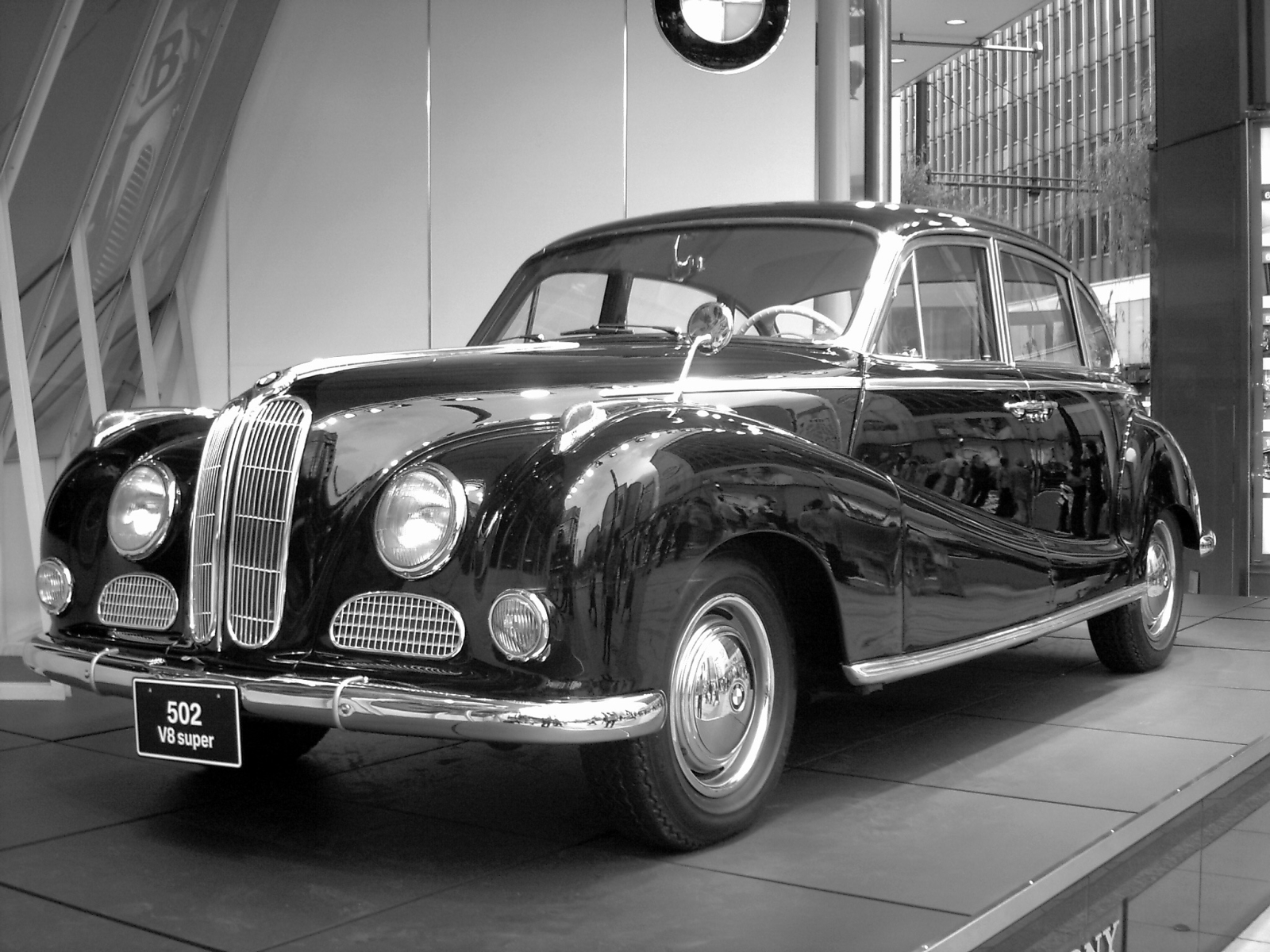
BMW 502
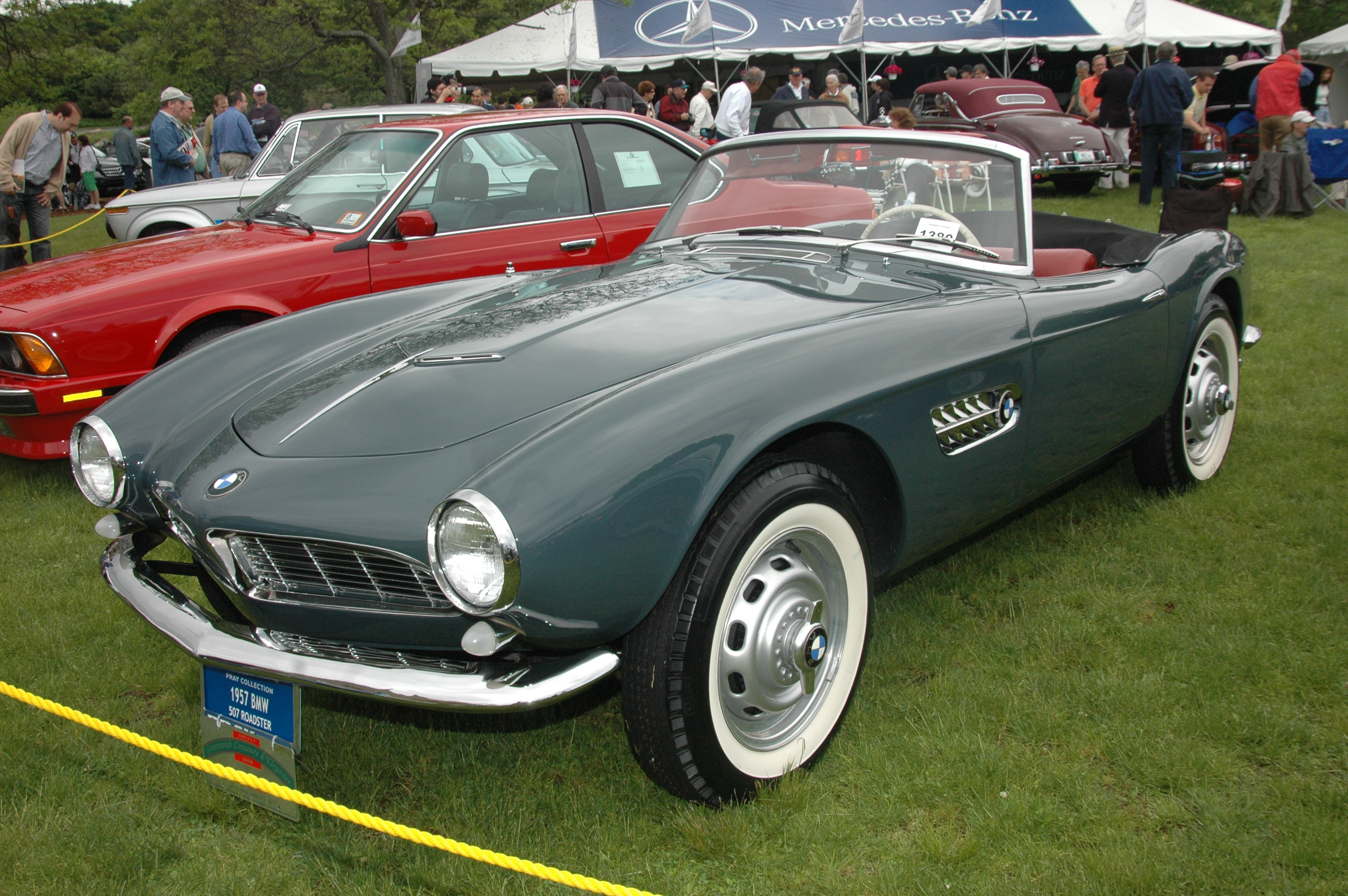
BMW 507
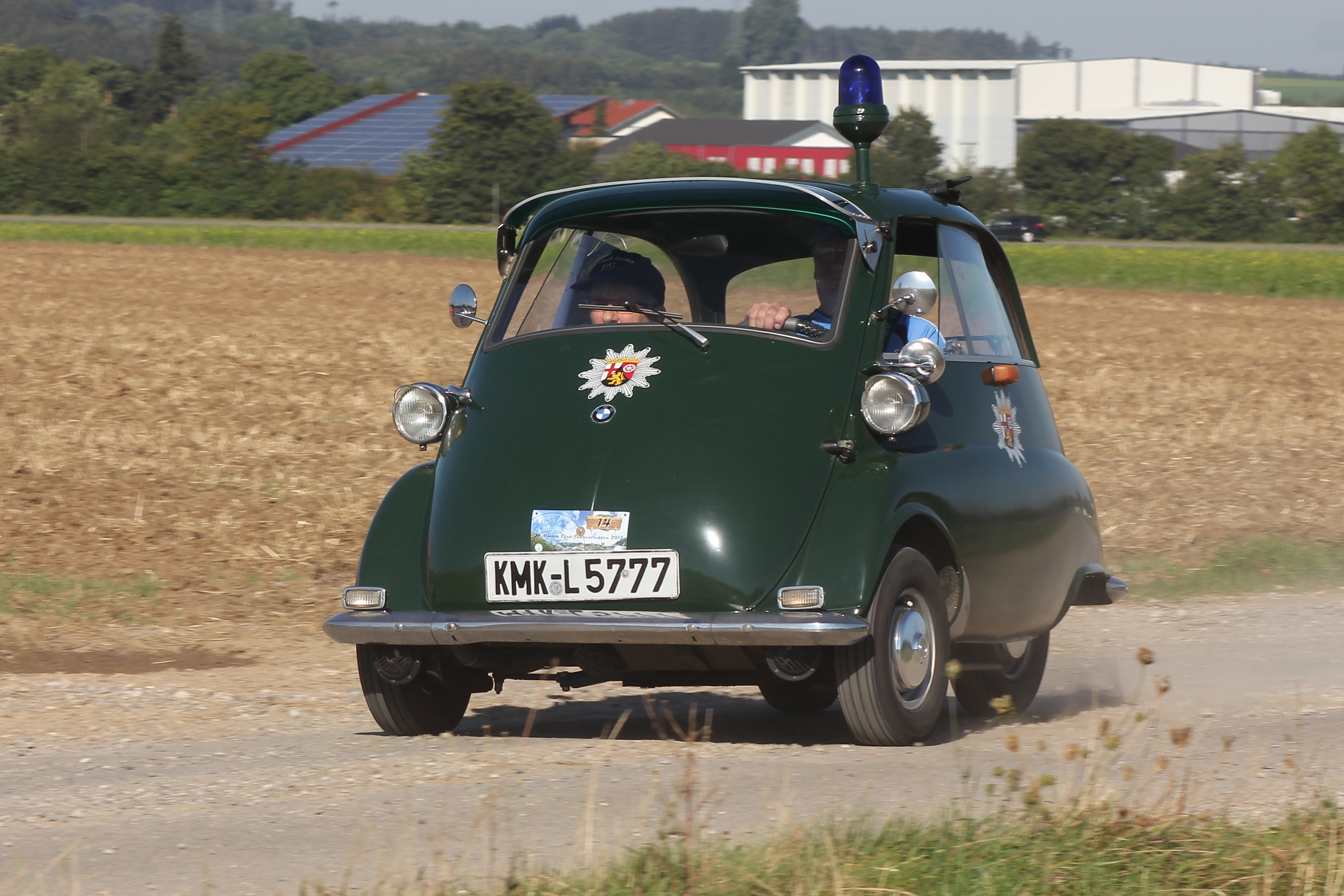
BMW Isetta
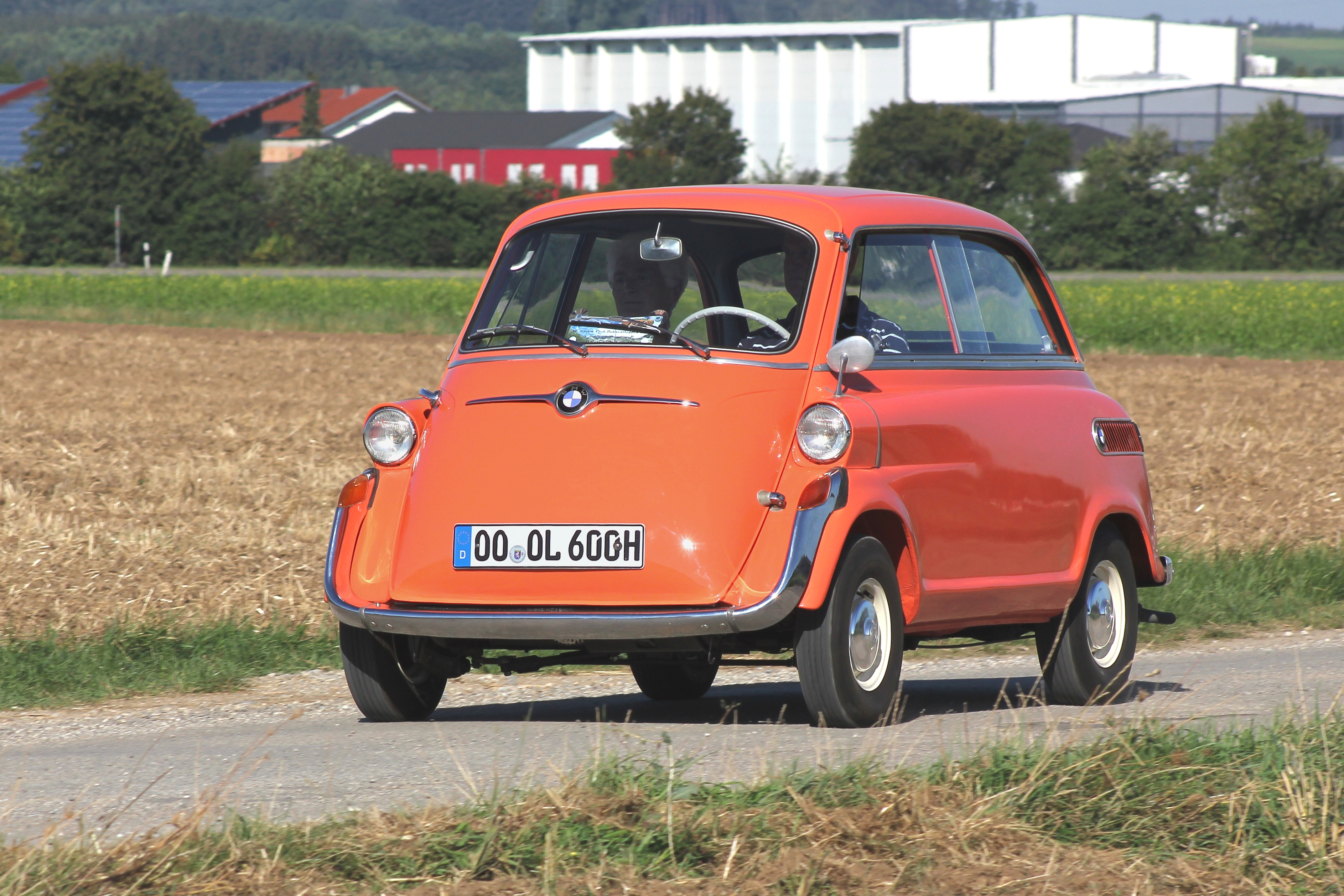
BMW 600
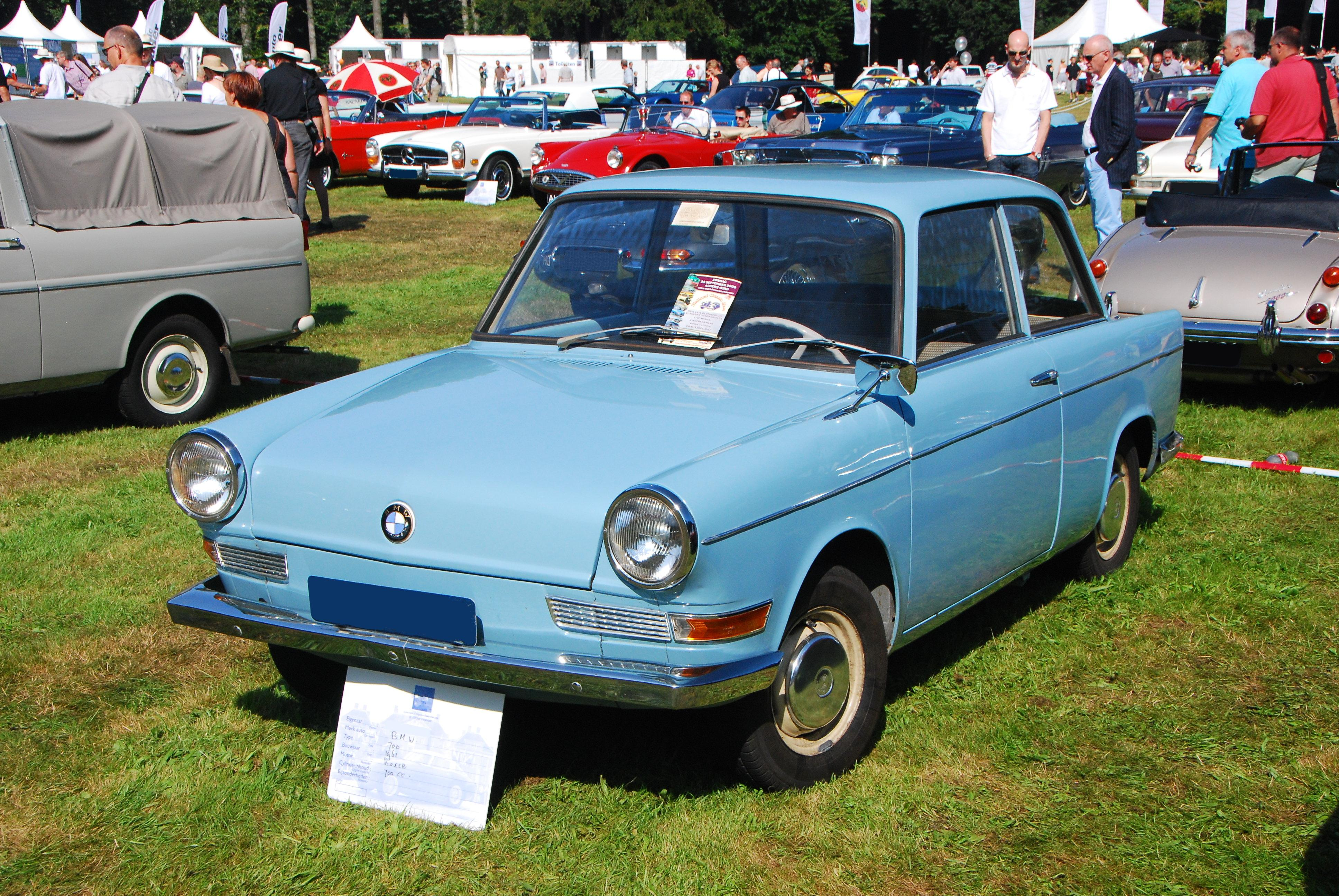
BMW 700
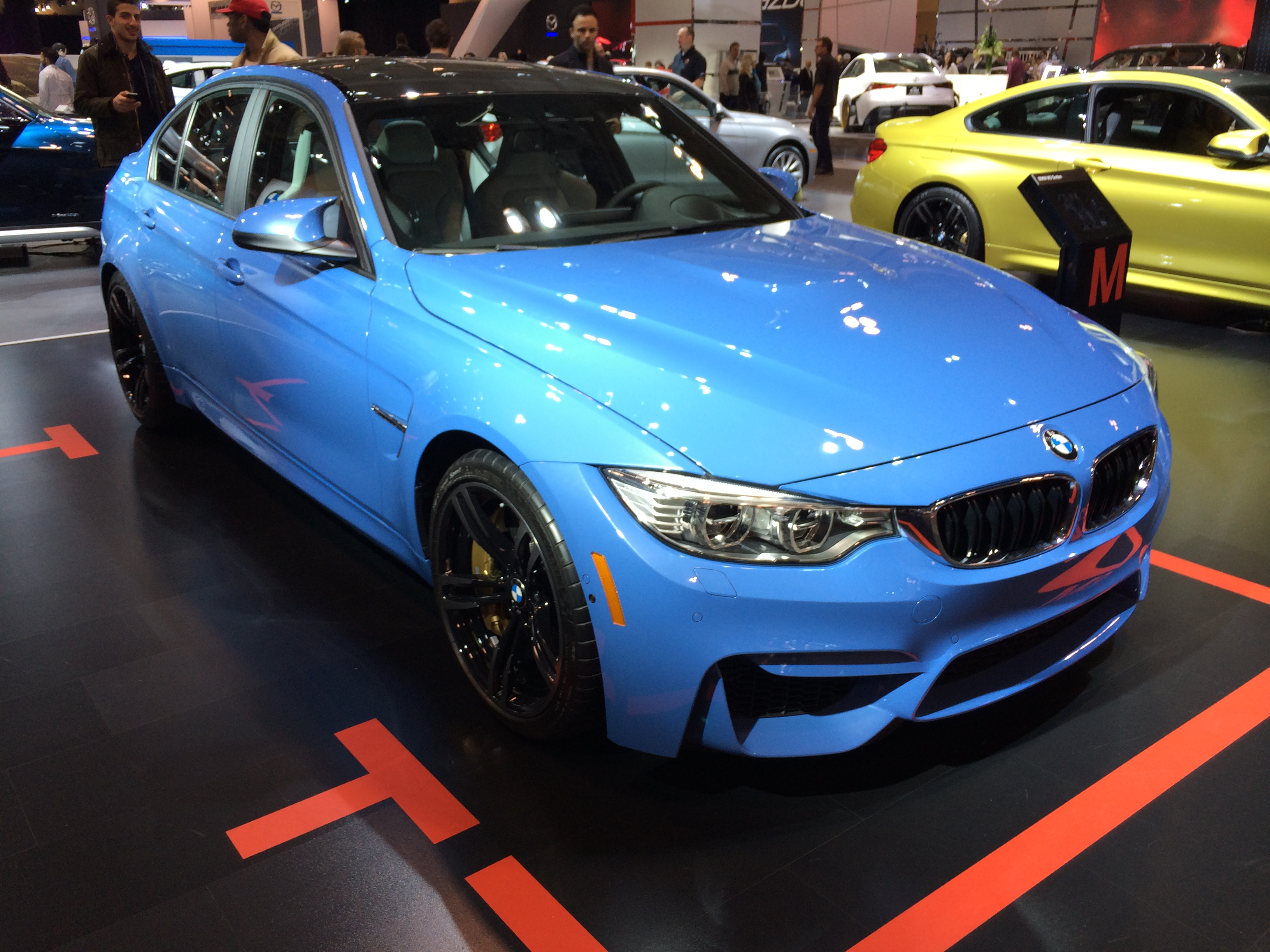
BMW M3

## BMW v datech

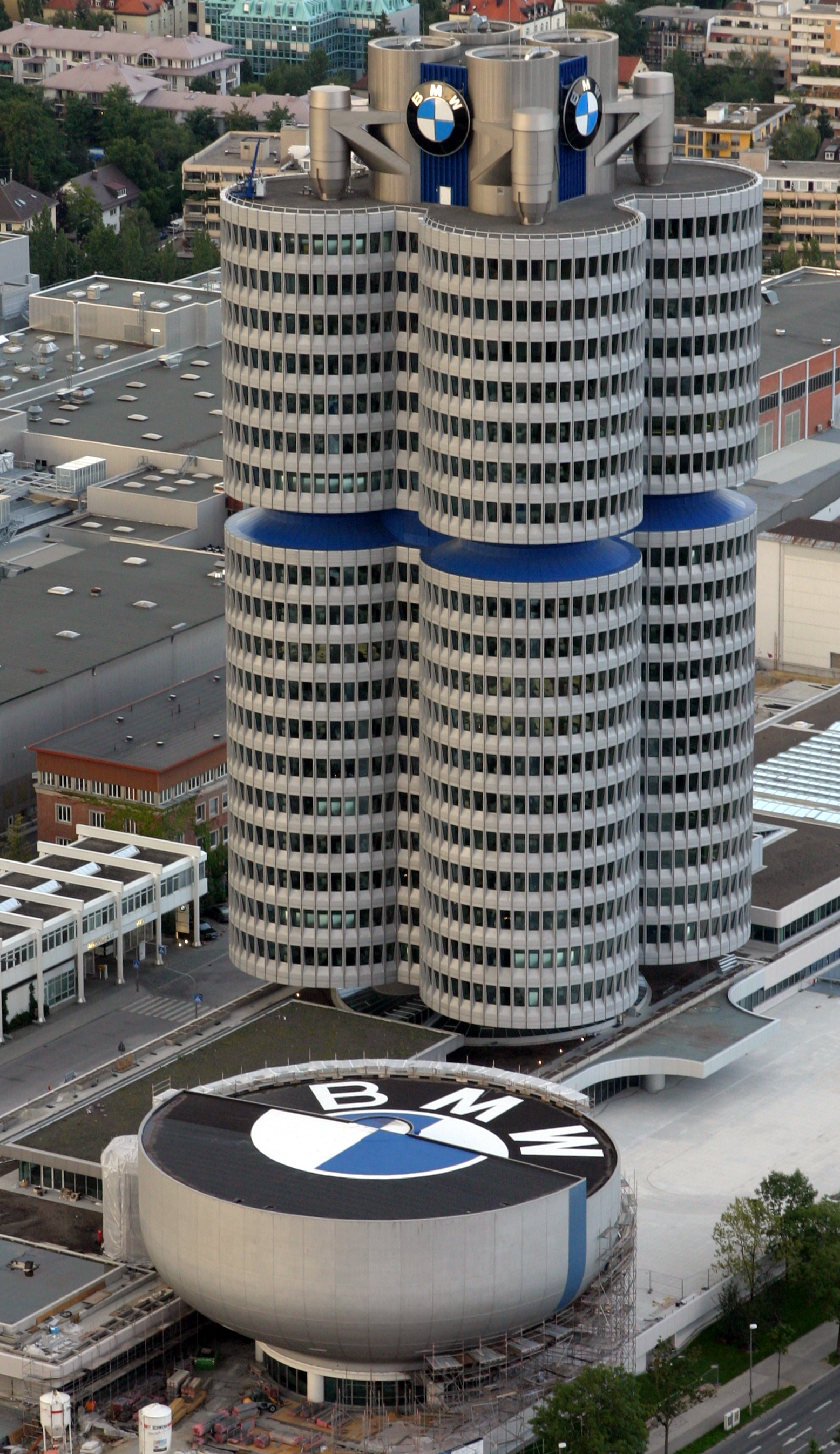
Administrativní budova zvaná „čtyřválec“ je mnichovským sídlem BMW, v popředí budova muzea.

- 1916: Založena v Mnichově společnost BMW na výrobu leteckých motorů.
- 1919: BMW dosáhlo světového rekordu, když Franz Diemer dosáhl s motorem BMW IV výšky 9759 m.
- 1922: Postavena továrna v Mnichově.
- 1923: V Mnichově byl sestrojen první motocykl BMW R32.
- 1927: BMW získalo 29 světových rekordů díky svým leteckým motorům.
- 1928: BMW odkoupilo závod v Eisenachu a začíná vyrábět první automobil Dixi na základě licence.
- 1931: Rozbíhá se výroba prvního automobilu konstrukce BMW – Dixi 3/15.
- 1932: BMW 3/20
- 1933: Model 303
- 1934: Výroba leteckých motorů se přesunula do samostatného závodu Flugmotorenbau GmbH.
- 1936: Byl představen nejslavnější předválečný model značky model 328.
- 1937: Byl překonán rychlostní rekord na motocyklu značky BMW 280 km/h.
- 1938: Model 328 roadster vítězí v závodě Mille Miglia.
- 1945: Na konci války byla většina továren na území Východního Německa a byly proto zabrány. Všechna výroba byla přesunuta do Mnichova, ale spojenci nařídili její zastavení na 3 roky.
- 1948: Z Mnichova vyjíždí první motocykl po konci války – BMW R 24.
- 1951: Brány mnichovské továrny opouští první poválečný automobil, model BMW 501.
- 1956: Postaveny v současnosti nejcennější modely značky 503 a 507.
- 1962: Luxusní sedan 1500.
- 1967: Odkoupena společnost v Dingolfingu, kde je postavena druhá továrna.
- 1972: Představena nová řada 5. Založení společnosti BMW M GmbH.
- 1973: Výroba prvního sériově vyráběného automobilem s turbo motorem – BMW 2002 Turbo
- 1975: Představena nová trojková řada.
- 1979: Vyvinut první motor na světě s elektronickým řídícím systémem. Zahájen výzkum

vodíkového motoru.
- 1983: Do výroby byly začleněny dieselové motory.
- 1984: První evropské vozy s katalyzátory.
- 1992: Vozy mnichovské značky BMW se staly nejoblíbenějšími v nabídce luxusních automobilů na světě.
- 1993: Byl vyroben pětimilióntý vůz BMW.

## Současné modelové řady

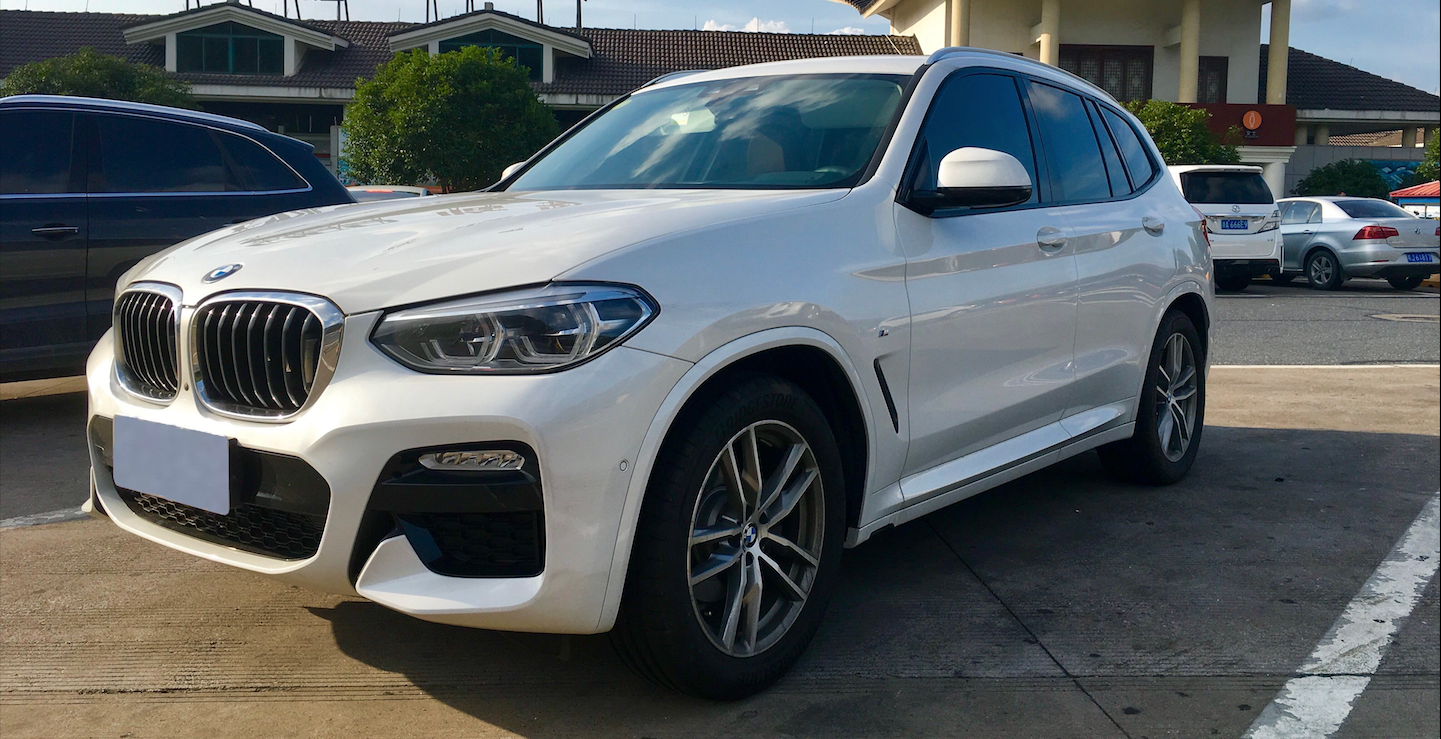
BMW X3 (interní označení G01)

- řada 1
- řada 2
- řada 3
- řada 4
- řada 5
- řada 6
- řada 7
- řada 8
- X1
- X2
- X3
- X4
- X5
- X6
- X7
- Z4
- i3
- i7
- i8

## Prodeje

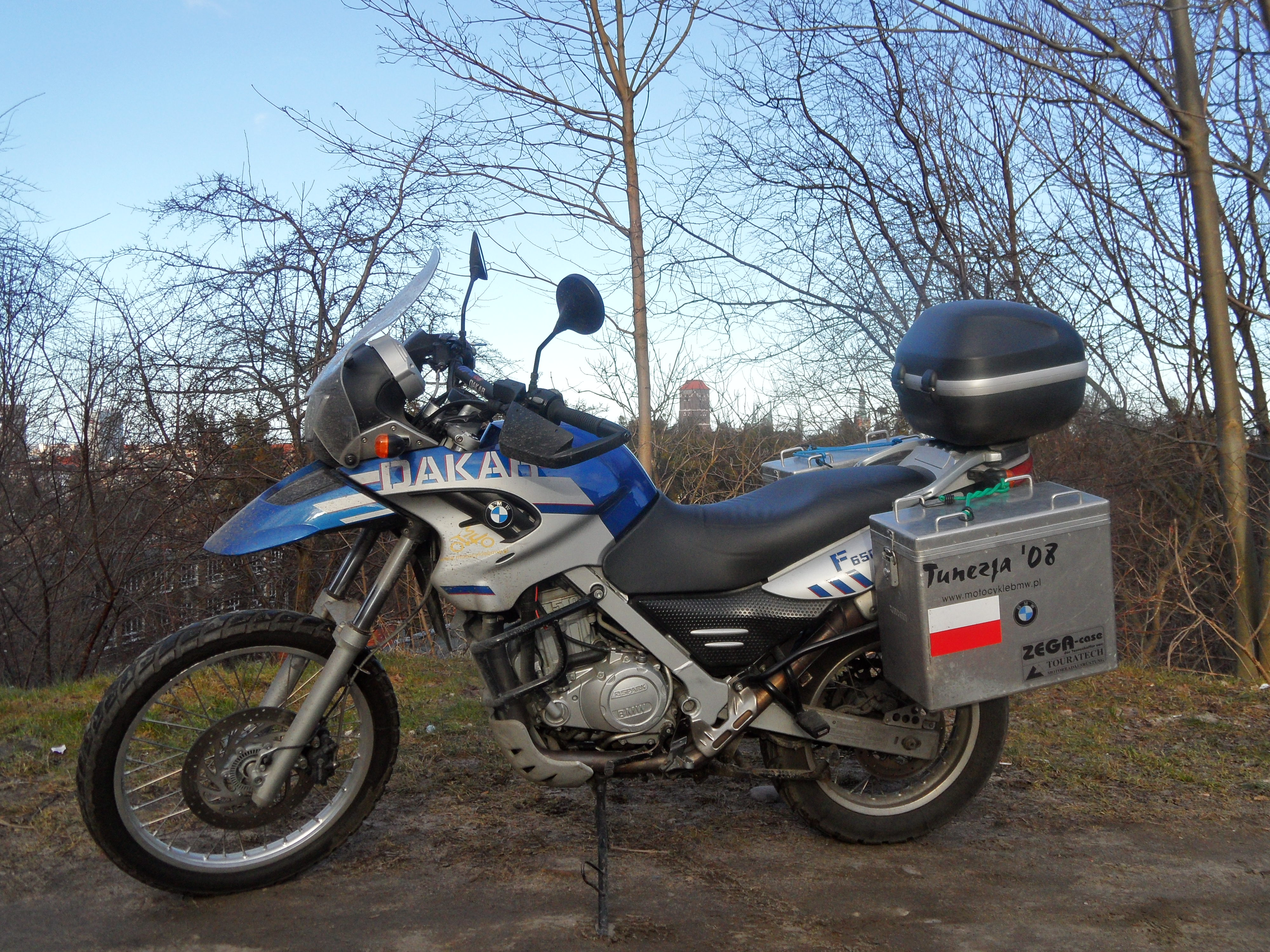
Enduro motocykl: BMW F 650 GS Dakar

| Rok  | Prodeje skupiny BMW (celosvětově) | Prodeje značky BMW v Česku |
| ---- | --------------------------------- | -------------------------- |
| 2000 | 822.181                           | ?                          |
| 2002 | 913.225                           | ?                          |
| 2003 | 928.151                           | ?                          |
| 2004 | 1.023.583                         | 908                        |
| 2005 | 1.126.768                         | 1.254                      |
| 2006 | 1.185.088                         | 1.105                      |
| 2007 | 1.276.793                         | 1.355                      |
| 2008 | 1.202.239                         | 1.575                      |
| 2009 | 1.068.770                         | 2.628                      |

## Sport
Automobilka se také objevila v motorsportu, startovala v 80. letech v seriálu DTM, kde v roce 2012 získal s jejich vozem titul Bruno Spengler. Dále startovali ve WTCC a ETCC, kde získali několik titulů díky Andymu Priaulxovi. Tým také zkusil WRC v 80. letech, s jejich vozem startoval například Bernard Béguin. V letech 2011 a 2012 startovali se svým týmem jako Mini – Mini WRC Team.
Tým se také objevil ve Formuli 1, a to koncem 50. letech a začátkem 60. let. Pak působili mnoho let jako dodavatelé motorů, například u týmu Williams. V roce 2006 se vrátili do Formule 1 pod názvem BMW Sauber. Jejich hlavní závodnickou dvojicí byli Nick Heidfeld a Polák Robert Kubica, který pro BMW vyhrál Velkou cenu Kanady 2008. Tým na konci roku 2009 F1 opustil.